# Varena (Olaszország)
Varena település Olaszországban, Trento megyében. Lakosainak száma 841 fő (2018. január 1.). Varena Aldino, Cavalese, Nova Ponente, Tesero és Daiano községekkel határos.

## Népesség
A település népességének változása:

| 2017 | 837 |
| 2018 | 841 |